# Liga de la Costa del Pacífico 1955-56
La Temporada 1955-56 de la Liga de la Costa del Pacífico fue la 11.ª edición y comenzó el 7 de octubre de 1955.
En esta campaña el equipo de Charros de Jalisco suspende su participación en la Liga, sin embargo el equipo de Los Mochis regresa ahora con el nombre de Cañeros de Los Mochis.
Esta temporada tendría una particularidad distinta al resto de las ediciones realizadas: quedaría con dos Campeones. Sucedió que, al finalizar la temporada el equipo de Tacuarineros de Culiacán quedó campeón al terminar en la primera posición del standing, sin embargo, la Liga determinó un Play-offs para sacar un representante para que enfrentara al campeón de la Liga Invernal Veracruzana y resultó ser el equipo de Naranjeros de Hermosillo.
La temporada finalizó el domingo 5 de febrero de 1956, con la coronación de los Naranjeros de Hermosillo en play-offs al vencer en la serie final 5-3 a los Mayos de Navojoa, siendo así el representante de la Liga de la Costa en la Serie Nacional Invernal.

## Sistema de competencia
Se estableció el sistema de competencia de "todos contra todos", se programó un calendario corrido sin vueltas, jugando 14 series de 4 juegos, el tercer día de cada serie habría doble juego (matutino y vespertino), resultando campeón el equipo con mayor porcentaje de ganados y perdidos (primera posición).

### Calendario
- Número de Juegos: 14 series x 4 juegos = 56 juegos

## Equipos participantes
| Liga de la Costa del Pacífico 1955-56 |           |                   |                        |                      |           |
| Equipo                                | Fundación | Mánager           | Ciudad                 | Estadio              | Capacidad |
| Cañeros de Los Mochis                 | 1947      | Syd Cohen         | Los Mochis, Sinaloa    | Mochis               | 3,000     |
| Mayos de Navojoa                      | 1950      | Hub Kittle        | Navojoa, Sonora        | Revolución           | ***       |
| Naranjeros de Hermosillo              | 1944      | Tomás Arroyo      | Hermosillo, Sonora     | Fernando M. Ortiz    | 5,000     |
| Tacuarineros de Culiacán              | 1945      | Manuel Arroyo     | Culiacán, Sinaloa      | General Ángel Flores | 4,000     |
| Venados de Mazatlán                   | 1945      | Guillermo Garibay | Mazatlán, Sinaloa      | Mazatlán             | ***       |
| Yaquis de Ciudad Obregón              | 1947      | Art Lilly         | Ciudad Obregón, Sonora | Álvaro Obregón       | ***       |

## Juego de Estrellas
la 12.ª edición del juego de estrellas se realizó el día martes 27 de diciembre de 1955, la entrada se estimó en 20,000 aficionados al Parque del Seguro Social; el juego se transmitió por radio en cadena nacional, La Costa del Pacífico venció a la Liga Invernal Veracruzana 4 a 3.
la 13.ª edición del juego de estrellas se realizó el día martes 4 de enero de 1956, ante más de 10,000 aficionados que abarrotaron el Estadio General Ángel Flores, La Costa del Pacífico se impuso a la Invernal Veracruzana al vencerlos 6-4.

## Standing
| Equipos                  | JJ | JG | JP | JE | PCT  | JV   |
| ------------------------ | -- | -- | -- | -- | ---- | ---- |
| Tacuarineros de Culiacán | 57 | 33 | 23 | 1  | .589 | -    |
| Mayos de Navojoa         | 59 | 31 | 25 | 3  | .554 | 2.0  |
| Naranjeros de Hermosillo | 57 | 30 | 26 | 1  | .536 | 3.0  |
| Yaquis de Ciudad Obregón | 58 | 27 | 29 | 2  | .482 | 6.0  |
| Cañeros de Los Mochis    | 56 | 24 | 32 | -  | .429 | 9.0  |
| Venados de Mazatlán      | 57 | 23 | 33 | 1  | .411 | 10.0 |

| Campeón |

Nota: El equipo campeón se definió por la primera posición en el standing.

Nota: La Liga determinó un Play-off para sacar un representante para que enfrentara al campeón de la Liga Invernal.

## Play-offs
|  | Play Off    | Play Off    | Play Off   |            |         | Final   | Final | Final |  |
|  |             |             |            |            |         |         |       |       |  |
|  |             |             |            |            |         |         |       |       |  |
|  | Navojoa     | Navojoa     | 6          |            |         |         |       |       |  |
|  | Navojoa     | Navojoa     | 6          |            |         |         |       |       |  |
|  | Culiacán    | Culiacán    | 2          |            |         |         |       |       |  |
|  | Culiacán    | Culiacán    | 2          |            | Navojoa | Navojoa | 3     |       |  |
|  |             |             |            |            | Navojoa | Navojoa | 3     |       |  |
|  |             |             | Hermosillo | Hermosillo | 5       |         |       |       |  |
|  | Hermosillo  | Hermosillo  | Hermosillo | Hermosillo | 5       | 6       |       |       |  |
|  | Hermosillo  | Hermosillo  |            |            |         | 6       |       |       |  |
|  | Cd. Obregón | Cd. Obregón | 2          |            |         |         |       |       |  |
|  | Cd. Obregón | Cd. Obregón | 2          |            |         |         |       |       |  |
|  |             |             |            |            |         |         |       |       |  |

## Cuadro de Honor
| Equipos                  | Posición                        |
| ------------------------ | ------------------------------- |
| Tacuarineros de Culiacán | Campeón                         |
| Naranjeros de Hermosillo | Representante en serie invernal |
| Mayos de Navojoa         | Subcampeón                      |
| Yaquis de Ciudad Obregón | 3° Lugar                        |
| Cañeros de Los Mochis    | 4° Lugar                        |
| Venados de Mazatlán      | 5° Lugar                        |

## Serie Nacional Invernal
En la 2.ª edición de la Serie Nacional Invernal, Naranjeros de Hermosillo representó a la LCP mientras que los Diablos Rojos del México hicieron lo propio por la Liga Veracruzana. Se jugarían 7 partidos a ganar 4 comenzando en Ciudad de México. 

### Standing Serie Nacional Invernal
| Equipos                  | JJ | JG | JP | PCT  | JV  |
| ------------------------ | -- | -- | -- | ---- | --- |
| Naranjeros de Hermosillo | 6  | 4  | 2  | .667 | -   |
| Diablos Rojos del México | 6  | 2  | 4  | .333 | 2.0 |

| Campeón |

### Juego 1
El martes 7 de febrero de 1956, los Naranjeros de Hermosillo enfrentan a los Diablos Rojos del México en la Ciudad de México iniciando la segunda edición de la llamada "Serie Mundial Mexicana".   
Una entrada superior a los 20,000 fanáticos y una transmisión radial a toda la república era el marco espléndido para aquel encuentro. Hermosillo anotó en la primera y en la segunda tomando ventaja 2-0. Ochoa llegó retirar 11 hombres en fila hasta que en la cuarta le anotaron 2 para el empate. Hermosillo toma ventaja en la sexta a base de Jonrón de Earl Averill con dos en base, pero el México regresó y empató 5-5 en la séptima entrada. El juego se fue a entradas extras, hasta el undécimo cuando Hermosillo anotó 6 veces y el partido finalmente concluye llevándose la victoria la Liga de la Costa del Pacífico con marcador de 11-5.

### Juego 2
La Serie Nacional Invernal continuó aquel miércoles 8 de febrero de 1956; se registró una asistencia de 18,000 fanáticos al Parque del Seguro Social(recién inaugurado). Los Diablos Rojos del México anotan 3 carreras en la primera entrada. En la tercera Diablos anota 1 carrera poniendo en marcador 4-0. En la quinta entrada los diablos anotan 2 carreras más y se van arriba 6-0. En la sexta entrada Hermosillo anota Jonrón de dos carreras y el marcador se pone 6-2. Para la séptima entrada, diablos del México anotan otras 3 carreras llevándose la victoria del segundo juego de la serie con marcador de 9-2, la serie se iguala a 1 victoria.

### Juego 3
La Serie Nacional Invernal continuó aquel jueves 9 de febrero de 1956; se registró una asistencia de 20,000 fanáticos al Parque del Seguro Social Hermosillo anotó 1 carrera en la primera entrada. En la parte baja de la primera entrada el México anota 4 y otra más en la segunda poniendo el marcador 5-1; Hermosillo anota 2 en el tercero pero los Diablos se alejan en el marcador anotando 3 en la cuarta, 3 en la quinta, 1 en la sexta y 3 más en la octava para un total de 15, el partido termina con marcador de 15-3 a favor de los Diablos, la Liga Invernar Veracruzana se pone arriba en la serie 2-1.

### Juego 4
La serie se trasladó ahora a Hermosillo para los siguientes tres encuentros de ser necesario. EL sábado 11 de febrero de 1956 se registró una asistencia de 10,000 fanáticos al Estadio Fernando M. Ortiz, los Naranjeros de Hermosillo logran la victoria con marcador de 8-4 sobre los Diablos Rojos del México, igualando la serie 2-2.

### Juego 5
El quinto juego era crucial aquel domingo 12 de febrero de 1956, en las primeras 8 entradas el juego transcurrió a favor de los Diablos llegando a la última entrada con marcador de 3-0. El partido prácticamente estaba en manos ya de Bunning y solo faltaban 3 outs. 
Abre la parte baja de la novena entrada Joe Brovia quien eleva al centro para el primer out; se presenta ahora Earl Averill y rápidamente le deposita la bola tras la barda al espigado lanzador “diablo” moviendo el marcador 3-1; pero el camino aún se ve lejos. El jardinero central naranjero levanta fly al jardín izquierdo para el segundo out. Claudio Solano entra a batear por “Changarro” Urías; Bunning lo pone rápidamente con dos strikes sin bola; Solano finalmente obtiene boleto gratis para primera base ganando el duelo. 
Belardi es el nuevo bateador, solo falta un out y Hermosillo necesita tres carreras el camino sigue lejos. Al siguiente lanzamiento increíblemente Belardi conecta valioso hit sobre la primera base suficiente para que Solano llegue hasta tercera; hombres en las esquinas, Toca el turno para el pitcher Jimmy Ochoa y sorpresivamente ocurrió lo increíble Jimmy Ochoa levantó la pelota lejos por el jardín izquierdo, la bola empezó a tomar altura, ¡es un jonrón!, Hermosillo se lleva la victoria con marcador de 4-3 y se coloca a 3-2 en la serie.

### Juego 6
El sexto juego se llevó a cabo el lunes 13 de febrero de 1956, Hermosillo se llevó el título con la victoria por paliza de 13 a 3; Naranjeros siguió con su paso increíble anotando 7 veces en la cuarta entrada sobre los lanzamientos de Bob Darnell ¡todo con dos outs en la pizarra!, la Costa del Pacífico nuevamente se coronó sobre la Liga Invernal Veracruzana.

## Designaciones
A continuación se muestran a los jugadores más valiosos de la temporada.
| Designación         | Ganador         | Equipo           |
| ------------------- | --------------- | ---------------- |
| Jugador Más Valioso | Marvin Williams | Mayos de Navojoa |